# Němčičky (Znojmo)
Němčičky (in tedesco Klein Niemtschitz) è un comune della Repubblica Ceca facente parte del distretto di Znojmo, in Moravia Meridionale.